# Poupée de porcelaine (album)
Pour les articles homonymes, voir Poupée (homonymie).
Albums de Sheila
Love - Les Rois Mages
(1971) Quel Tempérament de feu
(1975)
Poupée de porcelaine est un album studio (et une chanson) de Sheila, sorti en 1972. L'ingénieur du son est Bernard Estardy, au studio CBE. La photo de la pochette est de Benjamin Auger.
La dédicace suivante est mentionnée au verso de la pochette de l'album : « Que l'année 1973 vous apporte le bonheur. Sheila ».

## Liste des titres
1. Poupée de porcelaine
2. L'Olympia
3. Samson et Dalila
4. Trinidad
5. Reviens je t'aime
6. Le mari de mama
7. Oui je t'aime
8. Blancs, jaunes, rouges, noirs
9. Plus de chansons tristes
10. Les Rois mages

## Production

### France
- Édition Album original :
  - 33 tours / LP Stéréo  Carrère 67.000 sorti en 1972
  - Cassette audio  Carrère 70 000 sortie en 1972

- Réédition de l'album :
  - CD  Warner Music - date de sortie : octobre 2016.
  - 33 tours / LP Stéréo  Warner (Limited Green Vinyl Edition) sorti le 19 janvier 2018.

### Étranger
- Édition Album original :
  -  Canada - 33 tours / LP Stéréo  Trans-Canada TC 39004 sorti en 1972

## Les extraits de l'album
- Samson et Dalila / Plus de chansons tristes.
- Le mari de mama / Oui je t'aime
- Poupée de porcelaine / L'Olympia

## Reprises de chansons issues de l'album
Samson et Dalila
- 1972 - Michèle Richard
- 1972 - Paul Mauriat
- 1972 - Georges Jouvin
- 1974 - Élisabeth Jérôme
- 1975 - Caravelli

Autres langues (dont la traduction est issue de la chanson de Sheila)
- 1972 - Big Secrets (Samson and Delilah, Royaume-Uni/États-Unis)
- 1972 - Luc Barreto (Sanson y Dalila, Espagne)
- 1972 - La Brigada (Samson y Dalila, Espagne/Mexique)
- 1972 - Flash (Samson und Dalila, Allemagne)
- 1972 - Roberto Real (Sansao e Dalila, Portugal)
- 1972 - Baltasart Amar (Samson y Dalila, Espagne)
- 1973 - Los Javaloyas (Samson y Dalila, Argentine)
- 1973 - La Pandilla (Samson y Dalila, Espagne)
- 1973 - Rolf Baierie (Samson und Dalila, Allemagne/Pays-Bas)
- 1973 - Lili Montes (Samson and Delilah, Royaume-Uni/États-Unis)
- 1973 - Los Romantics (Samson y Dalila, Espagne/Argentine/Brésil)
- 1974 - La Trop Loca (Samson y Dalila, Mexique/Bolivie)
- 1996 - Savannah (Samson and Delilah, Royaume-Uni/États-Unis)

Le Mari de mama
- 1972 - Nathalie Salmeron
- 1972 - Yvette Horner
- 1972 - Élisabeth Jérôme
- 1972 - Olivia
- 1973 - Chatelaine
- 1974 - Les petits chanteurs du rock
- 1974 - Carlos

Oui je t'aime
- 1975 - Jitka Molavkova (Ted Hade, Tchécoslovaquie)

Poupée de porcelaine
- 1972 - Georges Jouvin
- 1972 - Gilbert Mezzo
- 1973 - Chatelaine
- 1973 - Chantal Renaud
- 1973 - Los Diablos (Nina de papa, Espagne)
- 1973 - Raymond Lefebvre